# 鹿野草平
鹿野 草平（かの そうへい、1980年9月16日 - ）は、日本の作曲家。洗足学園音楽大学 音楽・音響デザインコース「作・編曲」非常勤講師。

## 人物・来歴
神奈川県横浜市戸塚区出身。2004年、東京音楽大学作曲科を卒業。2006年、同大学院修了。変拍子を多用し、クラシックをベースに、ロック、ジャズを取り入れた作風で知られる。
幼少期にYAMAHA音楽教室に通い、中学校の頃に買い与えられたパソコンで編曲・作曲に打ち込む。作曲を有馬禮子、池辺晋一郎、甲田潤、西村朗、藤原豊、三木稔、水野修孝、指揮を上谷一衛、汐澤安彦、薩摩琵琶を、田中之雄に師事。
2010年度全日本吹奏楽コンクール課題曲「吹奏楽のためのスケルツォ 第2番 ≪夏≫」を作曲。
2011年1月放映・山本寛監督冒険SFアニメ「フラクタル」（フジテレビ/ノイタミナ枠）の音楽を担当。オーケストラで編成された楽曲を手がけ、山本の要望により作品のメインテーマとなる楽曲の吹奏楽版・「吹奏楽のための『フラクタル組曲』第一楽章」を発表。2011年4月、「フラクタル　オリジナルサウンドトラック」をリリース。2012年、山本寛監督による東日本大震災チャリティーアニメ「blossom」の音楽、2019年6月、山本寛監督によるアニメ映画「薄暮」の音楽を担当。

## 主な作品

### 作曲
- 刑法 合唱と管弦楽のための
- 交響的群像
- 仮想劇伴 「行進曲・海」「行進曲・陸」「フィナーレ」
- 絃楽四重奏の為のハード・テクノ
- 室内管絃楽のためのスケルツォ
- 琵琶とチェンバロのための2重奏曲
- ヴィオラ分奏曲
- プロジェクトBのための《キープムービング・フォローミー》
- 吹奏楽のためのスケルツォ 第1番
- 吹奏楽のためのスケルツォ 第2番 ≪夏≫
- 凱旋行進曲
- 吹奏楽のための『フラクタル組曲』第一楽章
- 吹奏楽のためのスケルツォ第3番《熱、喧騒、浜辺にて。》
- よみがえる大地への前奏曲
- 3つの戦法による《譜》    第1局 ゴキゲン中飛車  第2局 藤井システム  第3局 早石田
- 《スノー・ウィンド》 サックス四重奏のための

### 編曲
- クラリネットで吹きたい スタジオジブリ シネマセレクション（一部）（アルソ出版）
- 気分で吹いちゃうサックスDUO!（一部）（アルソ出版）
- クラリネットのための映画音楽 SCREEN MUSIC FOR CLARINET Vol.2（一部）（アルソ出版）

### アニメ劇伴
- 2011年「フラクタル」
- 2012年「blossom」
- 2019年「薄暮」

### 関連作品
- フラクタル オリジナル・サウンドトラック

1. フラクタル
2. ハリネズミ（作詞・作曲・唄: AZUMA HITOMI）
3. この荒涼たる世の中で
4. ネッサのワルツ
5. ネッサは好きのことがすき
6. ネッサは嫌いのことがきらい
7. 昼の星（作詞:岡田麿里、作曲・編曲:神前暁、唄:AZUMA HITOMI）
8. いっときの安息
9. むらまつりの音
10. こぜりあい、おおさわぎ
11. 里山の光景
12. 僧院の祝詞
13. ディアスのプレリュード
14. ネッサの暴走
15. 日々の糧のみのための労働と苦役から
16. グラニッツの活動日誌
17. グラニッツの陰謀
18. グラニッツの闘争
19. 人柱の巫女
20. 未来への旅路
21. サリーガーデン（原曲:アイルランド民謡、日本語歌詞・唄:AZUMA HITOMI）
- TVアニメ『トリコ』キャラクターコレクションIIIより　鈴のラブソング　「Ring Ring」

## 受賞歴
- 2002年第2回JFC作曲賞「絃楽四重奏の為のハード・テクノ」佳作受賞
- 2008年第1回全日本吹奏楽連盟作曲コンクール「吹奏楽のためのスケルツォ 第1番」2位受賞
- 2009年第2回全日本吹奏楽連盟作曲コンクール「吹奏楽のためのスケルツォ 第2番 ≪夏≫」1位受賞 （2010年度 全日本吹奏楽コンクール課題曲V）